# ميشيل بروسو
ميشيل بروسو (بالفرنسية: Michel Brusseaux)‏ (مواليد 19 مارس 1913) هو لاعب كرة قدم. يلعب مع منتخب فرنسا لكرة القدم. سبق له أن لعب في كأس العالم لكرة القدم مع منتخب بلاده.

## مسيرته الكروية
لعب ميشيل بروسو خلال مسيرته الاحترافية مع نادِ واحدٍ في عشرة مواسم وسجل خلالها 12 هدفًا ضمن 200 مباراة. حيث فاز في ثلاثة مواسم بالكأس وفي أربعة مواسم بالدوري.
خاض ميشيل بروسو مسيرته مع نادي طرابزون سبور في موسم 1970–71 ليلعب معه عشرة مواسم، مشاركًا في 200 مباراة سجل خلالها 12 هدفًا.

## روابط خارجية
- ميشيل بروسو على موقع قاعدة بيانات كرة القدم.إي يو (الإنجليزية)
- ميشيل بروسو على موقع ناشيونال فوتبول تيمز (الإنجليزية)
- ميشيل بروسو على موقع Soccerway.com (الإنجليزية)
- ميشيل بروسو على موقع عالم كرة القدم.نت (الإنجليزية)